# Associación Nacional del Arma
A Associación Nacional del Arma (ANARMA) é uma associação sem fins lucrativos atuando na Espanha que defende a posse e o uso recreativo de armas de fogo por cidadãos cumpridores da lei (e residentes estrangeiros) de acordo com a legislação nacional. Como a legislação atual é restritiva por natureza, a maior parte dos esforços é colocada na adaptação das leis nacionais às diretivas da UE e na defesa dos direitos dos proprietários de armas por meios legais. Uma vez que a legítima defesa não é considerada motivo suficiente para a obtenção da licença de porte de arma de fogo (obrigatória para todas as armas e atividades afins), os principais coletivos representados pela associação são os atiradores de precisão e práticos, os caçadores e os colecionadores de armas.

## História
A "Associación Nacional del Arma" foi fundada em 2003, após um projeto de lei ter ameaçado introduzir modificações significativas nas regulamentações sobre armas de fogo (as armas de fogo são regidas por regulamentações especiais, e não por leis estatutárias). Embora a iniciativa tenha obtido uma boa parcela de aceitação em seu início, o fato de o projeto nunca ter sido levado a votação, bem como os conflitos internos, quase o dissolveram.
O ressurgimento da associação ocorreu em 2010, após a apresentação de um novo projeto de lei, introduzindo modificações importantes na regulamentação de armas, mobilizou os principais grupos afetados. O envolvimento da associação no processo que levou ao indeferimento da maioria dessas modificações, bem como seu protagonismo na retirada de outro projeto de lei, desta vez sobre munições e materiais pirotécnicos, ajudou a ganhar popularidade entre seu público-alvo.

## Objetivos
De acordo com a sua lei constitutiva, a "Associación Nacional del Arma" tem dois objetivos principais: representar os interesses dos seus membros e defender os seus direitos, por um lado, e sensibilizar a cidadania, bem como as instituições, no que diz respeito aos diversos facetas das atividades relacionadas com armas de fogo.
A associação argumenta que as autoridades espanholas desrespeitam a sua obrigação constitucional de fomentar as atividades desportivas recreativas, incluindo as relacionadas com armas de fogo. Outro argumento sustenta que a legislação atual, sem falar nas modificações propostas, não cumpre os regulamentos da UE. A associação também defende a preservação do patrimônio nacional, desde as armas de fogo feitas na Espanha até o comércio de artesãos e artesãos, como o forjamento de espadas, considerado quase extinto.
A "Associación Nacional del Arma" não está associada a nenhum partido político ou organização guarda-chuva, principalmente porque, ao contrário de outras organizações do gênero, não funcionaria como um lobby. Isso é possível pelo fato de os fabricantes de armas de fogo, apesar de muitos serem membros da ANARMA, normalmente são representados formalmente por outras associações profissionais, que protegem seus interesses comerciais. O financiamento da associação vem de taxas de adesão e da venda de itens promocionais.

## Colaboração internacional
A "Associación Nacional del Arma" é membro da "Foundation for European Societies of Arms Collectors" (FESAC), que desempenhou um papel importante na elaboração da política europeia sobre a legislação sobre armas.
Em 30 de abril de 2012, a ANARMA tornou-se membro titular da "International Association for the Protection of Civilian Arms Rights".
Foi relatado que a NRA foi o consultor principal durante a restauração da ANARMA na virada de 2010.